# 庄司哲也
庄司 哲也（しょうじ てつや、1954年2月28日 - ）は、日本の経営者。NTTコミュニケーションズ社長、会長を務めた。東京都出身。

## 経歴・人物
1977年に東京大学経済学部を卒業し、同年に日本電信電話公社に入社した。2006年6月に西日本電信電話取締役に就任し、2009年6月に日本電信電話取締役、2012年6月にNTTコミュニケーションズ副社長を経て、2015年6月に社長に就任。2020年6月に相談役に就任。